# Armaş
El armaş era un cargo en las cortes rumanas medievales. Aparece en documentos de la época de Esteban el Grande (1489) y Vlad Țepeș (hacia 1460). El armaș se encargaba de vigilar las prisiones, cumplir los castigos decididos por el príncipe y el Consejo, incluidas las ejecuciones y los trabajos forzados en las minas. En virtud de su cargo, los verdugos de las prisiones le estaban subordinados.
El nombre armaș deriva de la palabra rumana "arma" y su primer significado fue "hombre armado". El nombre es de origen eslavo, como muchos otros cargos en los países rumanos, como vornic, stolnic, clucer, postelnic y otros. En los siglos XVI y XVII, el armero también recibe el nombre eslavo de orâjnic. Asimismo, a partir del siglo XVI, los armaș imponían a los habitantes el pago de sus impuestos (bir), utilizando la fuerza cuando fuera necesario.
Con el tiempo, la función sufrió cambios, y el armaș se convirtió también en el comandante del cuerpo de artillería. Era responsable de los artilleros y fusileros. También se encargaba de los cañones, los obuses y la pólvora. En Valaquia, el armaș también pasó a ser responsable de los gitanos que trabajaban en las minas de oro (aurari).
Aunque el Gran Armaș servía en la corte del país, no formaba parte del consejo del gobernante. El Gran Armaș tenía subordinados de rango inferior -segundo y tercer armaș- y unos 60 armaș de rango inferior. A veces, los armaș también eran nombrados oficiales de una unidad de artillería bajo su mando. El armaș también era responsable de organizar la música de la corte, incluida la orquesta de los jenízaros.